# اولگا اسپسیوتسوا
اولگا اسپسیوتسوا (انگلیسی: Olga Spessivtseva; ۱۸ july ۱۸۹۵ – ۱۶ سپتامبر ۱۹۹۱) رقصندهٔ بالهٔ کلاسیک روسی بود که به عنوان یکی از برجسته‌ترین بالرین‌های قرن بیستم شناخته می‌شود. او به دلیل تکنیک بی‌نقص، ظرافت بی‌نظیر و تفسیر شاعرانهٔ نقش‌هایش شهرت داشت و از بزرگ‌ترین اجراکنندگان باله در دوران خود محسوب می‌شد.

## زندگی و آموزش
اولگا اسپسیوتسوا در روستوف-نا-دونو، روسیه متولد شد و در مدرسهٔ بالهٔ امپراتوری سن پترزبورگ آموزش دید. او شاگرد اساتید برجسته‌ای همچون آگریپینا واگانوا بود و از همان دوران تحصیل، استعداد بی‌نظیرش در باله آشکار شد.

## دوران حرفه‌ای
پس از فارغ‌التحصیلی، اسپسیوتسوا به عنوان سولیست در بالهٔ مارینسکی (که بعداً به باله کیروف تغییر نام داد) مشغول به کار شد. او در نقش‌های کلاسیکی همچون اودت/اودیل در دریاچهٔ قو و ژیژل در ژیژل (باله) به شهرت جهانی رسید.
در دههٔ ۱۹۲۰، او به فرانسه مهاجرت کرد و در باله روس تحت هدایت سرگئی دیاگیلف به اجرا پرداخت. همکاری او با این گروه، تکنیک و بیان هنری‌اش را به اوج رساند و به او اجازه داد تا با طراحان رقص برجسته‌ای مانند میشل فوکین و جورج بالانچین همکاری کند.

## سال‌های پایانی و بازنشستگی
در دههٔ ۱۹۳۰، مشکلات روحی و جسمی بر زندگی اسپسیوتسوا سایه انداخت. او به تدریج از صحنهٔ باله کناره‌گیری کرد و سال‌های پایانی عمرش را در ایالات متحده گذراند. او سرانجام در سال ۱۹۹۱ درگذشت.

## میراث و تأثیرگذاری
اولگا اسپسیوتسوا همچنان یکی از چهره‌های افسانه‌ای باله محسوب می‌شود. اجراهای او از ژیژل (باله) و دریاچهٔ قو، استانداردی برای بالرین‌های نسل‌های بعد تعیین کرد. بسیاری از رقصندگان و استادان باله، سبک لطیف و شاعرانهٔ او را تحسین کرده و از او به عنوان یکی از الهام‌بخش‌ترین بالرین‌های تاریخ یاد می‌کنند.